# 北米の武術一覧
北米の武術一覧（ほくべいのぶじゅついちらん）とは、北米に伝わる武術の一覧。

## アメリカ合衆国

### 武術
- 截拳道（ジークンドー）　ブルース・リーの創始した武術。
- ソルジャー・キャノン　インディアンの武術。
- カプ・クイアルア　ハワイの武術。
- 檀山流（だんざんりゅう）　日本人が伝えた武術。米軍の格闘術に影響を与えている。
- モデル・マギング　護身術。
- アメリカ陸軍格闘術
- ジェイルハウス・ロック　いわゆる「喧嘩殺法」の一種。
- 猫流護身術　海軍兵学校の格闘技教官から護身術を教わったアメリカ人が作ったという。

### 格闘技
- MCMAP
- MMA
- ボクシング
- マーシャルアーツ
  - フルコンタクト空手
  - キックボクシング
- カレッジスタイル・レスリング
- フリースタイル・レスリング

## カナダ
- オキチタウ　インディアンの武術。
- ディフェンドゥ　イギリスの軍人が作った近接格闘術。
- ウェンドゥ　女性向けの護身術。